# Ruch Zbrojny Quintina Lame
Ruch Zbrojny Quintina Lame (hiszp. Movimiento Armado Quintín Lame) – grupa partyzancka z Kolumbii.

## Historia

Flaga ugrupowania

Utworzony w 1984 roku. Był indiańską partyzantką działającą w departamencie Cauca. W 1990 roku rozpoczął negocjacje pokojowe z rządem. W 1991 roku zawarł z rządem porozumienie pokojowe na mocy którego uległ demobilizacji.